# Le Défi (film français, 2002)
Pour les articles homonymes, voir Le Défi.
Pour plus de détails, voir Fiche technique et Distribution.
Le Défi est un film français réalisé par Blanca Li, sorti en 2002.
Tournée en 2001, cette comédie musicale hip-hop est le premier long métrage réalisé par la danseuse et chorégraphe Blanca Li.

## Synopsis
Alors qu'il est en Terminale, David, qui pratique la danse hip-hop au sein d'un collectif appelé les Urban Cyber Breakers, espère être sélectionné pour la prestigieuse World Battle à New York...

## Fiche technique
- Titre original : Le Défi
- Réalisation : Blanca Li
- Scénario : Blanca Li et Gérard Martin
- Musique : Blanca Li et Matthew Herbert
- Chorégraphie : Blanca Li
- Direction artistique : Philippe Elkoubi
- Décors : François-Renaud Labarthe
- Costumes : Chattoune et Laurent Mercier
- Photographie : Manuel Teran
- Son : Adrien Nataf
  - Mixage son : Vincent Arnardi
- Montage : Mario Batistel
- Production : Cynthia Fleury et Jean-Claude Fleury
- Société de production : Squares Productions Internationales (SPI)
- Société de distribution : Euripide Distribution (France)
- Pays de production :  France
- Langue originale : français
- Format : couleur — Dolby SR
- Genre : film de danse
- Durée : 94 minutes
- Dates de sortie :
  - France : 22 mai 2002
  - États-Unis : 2004 (Festival du film de TriBeCa)

## Distribution
- Blanca Li : Elena
- Amanda Lear : Birgit
- Benjamin Chaouat : David
- Sofia Boutella : Samia
- Marco Prince : Monzon
- Christophe Salengro : Hippolyte
- Marie France : la cliente bourgeoise
- Béatrice Costantini